# Onthophagus kindianus
Onthophagus kindianus là một loài bọ cánh cứng trong họ Bọ hung (Scarabaeidae).